# Градища (Кономлади)
Градища или членувано Градищата (на гръцки: Γκραντίστατα, Γκραντίστατα) е средновековно укрепление в Южна Македония, Костурско, Гърция.

## Местоположение
Останките от крепостта са в западната част на планината Вич, на 4 km западно от село Кономлади (Макрохори), над местността Свети Георги по пътя за Брезница (Ватохори). Укреплението е пазило пътя през Кономлади на север към Лерин, както и този по Рулската река от Костур за Корча.

## Описание
Укрепеното селище е било важен миньорски център на Орестида, тъй като на много места са открити следи от преработка на желязна руда.
Антониос Керамопулос описва следи от стена с голяма ширина. Градежът е без хоросан, което показва, че крепостта е построена преди византийско време и вероятно е антична от времето на Орестида. В 2001 година тук са извършени предварителни пробни разкопки, ръководени от археоложката Атина Дума. Елипсоидният периметър на стената е 400 m, докато ширината й варира от 2,5 до 3,5 m.
Николаос Муцопулос е записал в Кономлади местна легендата за златната плоча на този замък, изгубено съкровище, скрито след обсада, което ще бъде разкрито на мястото, осветено от първия слънчев лъч. Според сведенияна на Муцопулос, записани в Кономлади, жителите на селото са се заселили на мястото, където е селото днес, след бедствие в средновековното или антично селище в местността Градищата.